# Französische Militärmission in der Tschechoslowakei

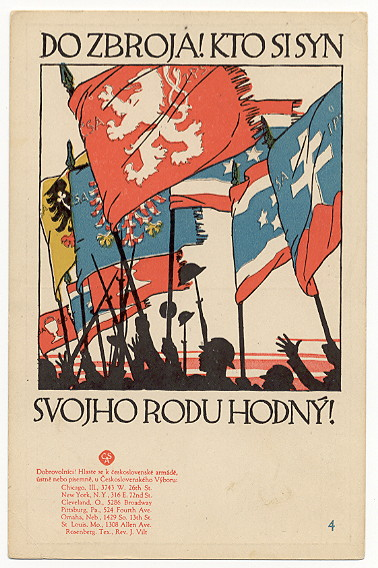
Eine Postkarte von Vojtěch Preissig von 1915 zwecks Rekrutierung für die Tschechoslowakischen Legionen

Die Französische Militärmission in der Tschechoslowakei, die am 13. Februar 1919 in Prag errichtet wurde, spielte eine wesentliche Rolle bei der Entstehung der neuen tschechoslowakischen Armee sowohl was ihre Ausgestaltung und strategische Zielsetzung, Befehlsstruktur sowie den Aufbau der militärischen Bildungseinrichtungen betrifft.

## Hintergrund
Im Ersten Weltkrieg kämpften auch tschechoslowakische Soldaten der Tschechoslowakischen Legionen an der Seite der Entente. Unter anderem kamen sie an der Westfront zum Einsatz, dort zuletzt als autonome Einheiten innerhalb der französischen Armee, was in einem Dekret der französischen Regierung unter Premier Georges Clemenceau vom 16. Dezember 1917 festgehalten wurde. Diese Anerkennung als eigenständige Armee, die als eine alliierte Armee angesehen wurde, geht auf Bemühungen des Tschechoslowakischen Nationalrats in Paris zurück, der bereits seit 1916 die Rekrutierung der Soldaten für die Legionen organisierte. Der Nationalrat, zu dessen Repräsentanten  Tomáš Garrigue Masaryk, Edvard Beneš sowie der Slowake Milan Rastislav Štefánik (damals General der französischen Armee) gehörten, wurde am 29. Juni 1918 zuerst durch Frankreich, später durch weitere Mächte anerkannt. Bereits am 14. Oktober, d. h. noch vor der Entstehung der Tschechoslowakei am 28. Oktober 1918, transformierte sich der Nationalrat in die sogenannte vorläufige tschecho-slowakische Regierung. Diese wurde als eine amtierende tschechoslowakische Exilregierung umgehend ebenfalls international anerkannt und am 14. November 1918 durch die erste reguläre Regierung Karel Kramář ersetzt. Štefánik war der erste Kriegsminister.

## Geschichte
Nach seiner Gründung 1918 betrachtete die Tschechoslowakei, ausgehend von den bisherigen positiven Erfahrungen, Frankreich als ihren wichtigsten Verbündeten. Andererseits spielte sie in der Allianz-Planung Frankreichs aufgrund ihrer strategischen Lage ebenfalls eine wichtige Rolle –  dies jedoch nur für den Fall, dass sie sich militärisch auf einem hohen Niveau befand. Diese Aufgabe wollte die neue tschechoslowakische Regierung ebenfalls lösen und wandte sich Ende 1918 an die französische Regierung mit der Bitte um Hilfe beim Aufbau der Armee. Dies entsprach auch den Absichten Frankreichs: der Marschall Ferdinand Foch, am Kriegsende der Oberbefehlshaber der alliierten Armeen, übernahm die Zuständigkeit für die tschechoslowakische Armee und pochte darauf, dass möglichst schnell neue, kampfbereite Divisionen aufgestellt würden, die bei Bedarf in der Lage wären, gegen Deutschland eingesetzt zu werden.
Nachdem zwischen Frankreich und der Tschechoslowakei im Januar 1919 entsprechende Verträge geschlossen wurden, traf im Februar 1919 die französische militärische Mission in Prag ein, welche diese Ziele gewährleisten sollte. Ihre Aufgaben bestanden im Aufbau eines arbeitsfähigen Verteidigungsministeriums, im Aufbau des Generalstabs und ebenfalls in der Errichtung militärischer Bildungsstätten auf allen Ebenen. Die Mission hatte einen großen Einfluss auf die tschechoslowakische Armee schon dadurch, dass der jeweilige Kommandant der Mission zugleich auch den Generalstabschef der tschechoslowakischen Armee stellten. Dies brachte eine große Anerkennung der Mission, als der erste Kommandant, Maurice Pellé, im Konflikt mit Ungarn im Frühling 1919 erfolgreich die Integrität des neuen Staates verteidigen konnte.
Bereits in der ersten Phase der Tätigkeit der Mission wurden die wichtigen Grundsteine der künftigen Armee gelegt. Bereits 1919 wurde das Verteidigungsministerium erfolgreich reorganisiert, wobei einige Abteilungen der Mission im Ministerium aufgingen. General Pellé beeinflusste wesentlich auch den  eingebrachten Regierungsentwurf des Wehrgesetzes, das im März 1920 angenommen wurde. Ab Juli 1919 konnte der Generalstab der Armee normal arbeiten. Die Missionsmitarbeiter setzten ihre Studien durch und beeinflussten wesentlich den ersten operativen Plan des Generalstabs vom Mai 1919 und insbesondere die Studien zur Kriegsführung mit Deutschland, Ungarn und Polen Ende 1920.
Die Mission beteiligte sich ebenfalls am Aufbau der militärischen Ausbildungseinrichtungen. Bedeutend war diesbezüglich die Gründung der Vysoká škola válečná (Kriegshochschule) am 1. November 1919 in Prag und deren weiterer Betrieb, deren Struktur sich an der französischen École supérieure de guerre in Paris orientierte. Auch die Bildungseinrichtungen auf mittleren und niedrigeren Ebenen wurden durch die Mission beeinflusst.
Am 1. Januar 1926 trat eine Anordnung des Präsidenten Masaryk in Kraft, wonach die französische Mission eine lediglich beratende Funktion innehaben sollte. Die höheren Befehlshaberposten im Generalstab übernahmen tschechoslowakische Offiziere: General Jan Syrový wurde der erste tschechoslowakische Generalstabschef, nachdem er bereits 1924 den neu geschaffenen Posten des stellvertretenden Generalstabschefs übernahm. Dennoch blieben auf verschiedenen Posten französische Offiziere bis 1938 tätig.
Die Zusammenarbeit der beiden Verbündeten wurde unterstrichen durch den Bündnisvertrag, der zwischen Frankreich und der Tschechoslowakei am 25. Januar 1924 unterschrieben wurde.

## Missionspersonal

### Leiter der Mission

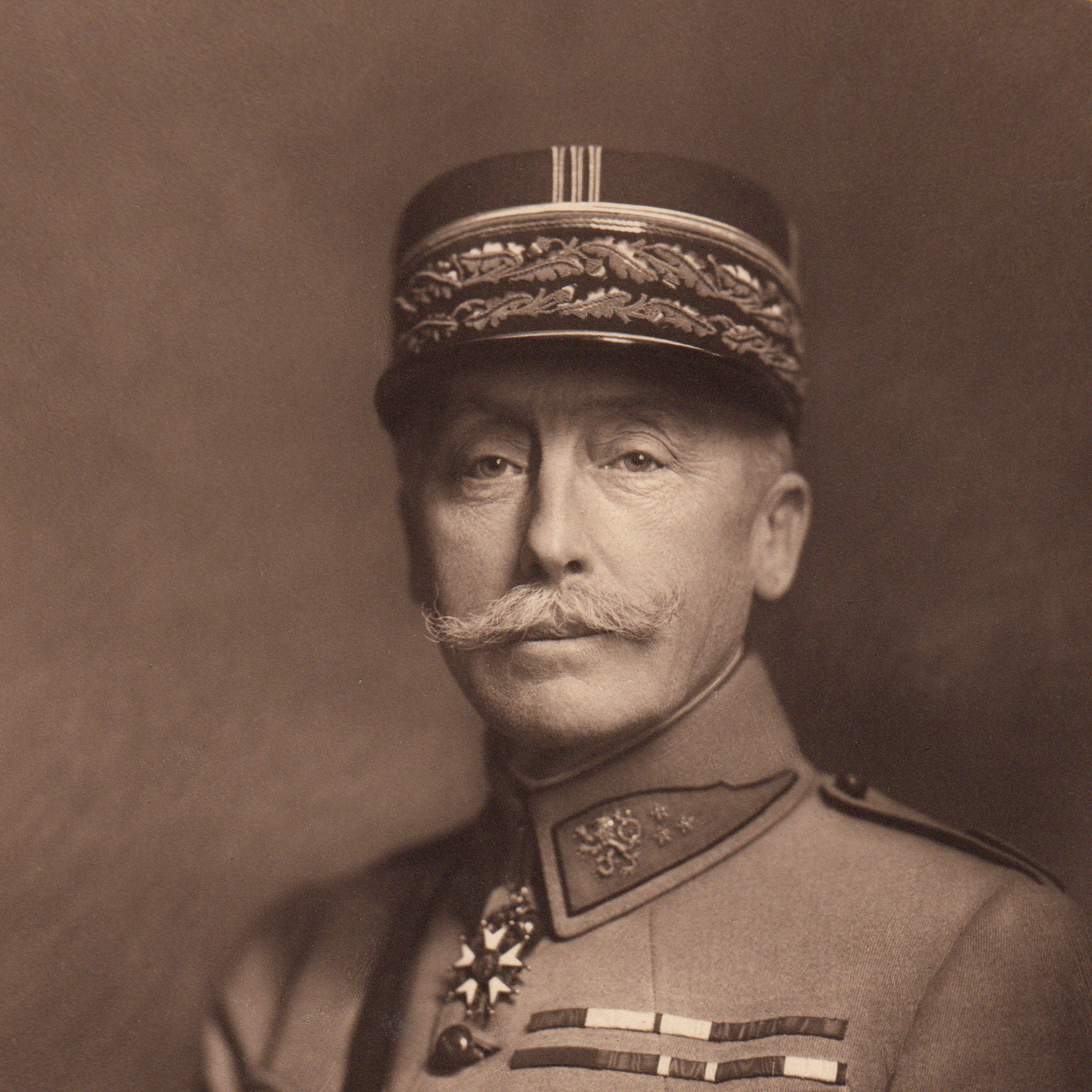
Maurice Pellé in einer tschechoslowakischen Armeeuniform (Prag, 1920)

Die Funktion des Kommandanten der Französischen Militärmission in der Tschechoslowakei übernahmen nach 1919 folgende Militärs:
- 1919–1921: General Maurice Pellé
- 1921–1926: General Eugène Mittelhauser
- 1926–1938: General Louis-Eugène Faucher

Während Pellé und Mittelhauser zugleich auch die Funktion des Generalstabschefs der tschechoslowakischen Armee ausübten, hatte Faucher diese Funktion nicht mehr.

### Offiziere der Mission gesamt
Nach der Ankunft der Mission in Prag zählte sie 45 Angehörige (im März 1919); Mitte September 1919 wurde der Höchststand mit 146 Offizieren verzeichnet, zum 1. Januar 1920 waren es dann 135 Offiziere. Danach sank derer Zahl kontinuierlich: 85 Offiziere zum 1. Januar 1921, 50 Offiziere zum 1. Januar 1925, 7 Offiziere zum 1. Januar 1931; zum 1. Januar 1938 befanden sich noch 4 französische Offiziere in der Tschechoslowakei.